# 李庠 (永樂進士)
李庠（1383年—？），字弘文，浙江衢州府西安縣玉泉鄉二十二都人，明朝政治人物。進士出身。

## 生平
浙江鄉試八十八名。永樂十年（1412年）壬辰科會試十七名，殿試登進士第三甲第三十二名。

## 家族
曾祖李漢卿。祖父李子達。父亲李可畊。